# ولكه وند (مقاطعة إسلام آباد غرب)
ولكه‌وند (بالفارسية: ولکه‌وند) هي قرية تقع في قسم حومة الشمالي الريفي (مقاطعة إسلام آباد غرب) في إيران. يقدر عدد سكانها بـ 203 نسمة بحسب إحصاء 2016.